# Cipro
Cipro (AFI: /ˈʧipro/; in greco Κύπρος?, in turco Kıbrıs), ufficialmente Repubblica di Cipro, è uno stato insulare del Mediterraneo orientale. È uno stato membro dell'Unione europea dal 1º maggio 2004 e del Commonwealth dal 13 marzo 1961. È situata a sud della penisola anatolica (70 km) e a ovest della costa della Siria (100 km). La capitale è Nicosia.
Estende de iure la sua sovranità su tutta l'isola di Cipro (terza isola per estensione del Mediterraneo dopo Sicilia e Sardegna) e sulle acque circostanti, tranne che su due piccole aree, Akrotiri e Dhekelia, che, al momento dell'indipendenza, sono rimaste al Regno Unito come basi militari sovrane. Cipro è tuttavia divisa de facto in due parti separate dalla cosiddetta linea verde: l'area sotto il controllo effettivo della Repubblica di Cipro, che comprende circa il 59% della superficie dell'isola, e la zona occupata nel 1974 dalla Turchia al nord, successivamente autoproclamatasi Repubblica Turca di Cipro del Nord, che copre circa il 36% della superficie dell'isola ed è riconosciuta dalla sola Turchia.

## Etimologia
L'etimologia della parola greca Kypros è sconosciuta. Le ipotesi più probabili sono:
- il nome greco del cipresso (Cupressus sempervirens), κυπάρισσος (kypárissos);
- il nome greco della pianta dell'henné (Lawsonia alba), κύπρος (kýpros);
- il termine eteocipriota che significa rame, derivato dal lemma sumerico che indicava il rame (zubar) o il bronzo (kubar), con riferimento agli abbondanti giacimenti di rame che esistevano sull'isola.

La più antica attestazione del nome dell'isola è in dialetto miceneo ku-pi-ri-jo, che significa "cipriota", nella scrittura sillabica Lineare B.
Tramite il commercio marittimo, l'isola ha dato il suo nome al termine latino che indica il rame, dall'espressione aes Cyprium, "metallo di Cipro", in seguito abbreviata in Cuprum.
Cipro, in particolare la costa di Pafo, fu secondo la mitologia greca uno dei luoghi di nascita di Afrodite, che era quindi conosciuta anche come Cipria o Ciprigna.
L'etnonimo derivato da Cipro, in italiano, è "cipriota" o, più raro, "ciprio".

## Geografia
L'inclusione di Cipro tra gli Stati appartenenti all'Europa o all'Asia dipende dal punto di vista adottato. Da un punto di vista storico-culturale, infatti, l'isola di Cipro si può ritenere uno Stato europeo (e questa considerazione è maggiormente avvalorata da quando la stessa è entrata a far parte dell'Unione europea), ma dal punto di vista geografico appartiene al continente asiatico, secondo la logica per cui un territorio fa parte di un continente in ragione della sua vicinanza geografica. Questo perché sia la penisola anatolica che la Siria, le cui coste sono vicinissime all'isola, sono entrambe asiatiche.
Ne consegue che a Cipro ci si può riferire come paese europeo o asiatico, a seconda del criterio adottato.
L'isola di Cipro, terza isola del mar Mediterraneo per dimensioni, è situata nella porzione orientale dello stesso, a sud delle coste della Turchia. Ha una superficie complessiva pari a 9 250 km², di cui 3 355 km² ricadono nel settore turco-cipriota, mentre 450 km² circa appartengono alle basi britanniche di Akrotiri e Dhekelia. Lo sviluppo costiero è pari a 648 km. Cipro inoltre costituisce l'avamposto più meridionale, ma anche più orientale, dell'Unione europea nel mar Mediterraneo.
Il rilievo dell'isola è composto da due catene montuose, separate dalla fertile pianura centrale della Messaria: quella di Kyrenia, o Pentadaktilos/Beşparmak ("Cinque dita" sia in greco sia in turco), che si erge nel nord da ovest sino alla penisola del Karpas, e quella del Troodos, nel sud-ovest dell'isola, dove svetta il monte Olimpo (1 953 m), la cima più alta dell'isola.

### Idrografia
Gli unici fiumi che hanno un regime di portata regolare sono lo Yalias e il Pedieos, entrambi lunghi circa 100 km, che sfociano nella baia di Famagosta.

### Clima

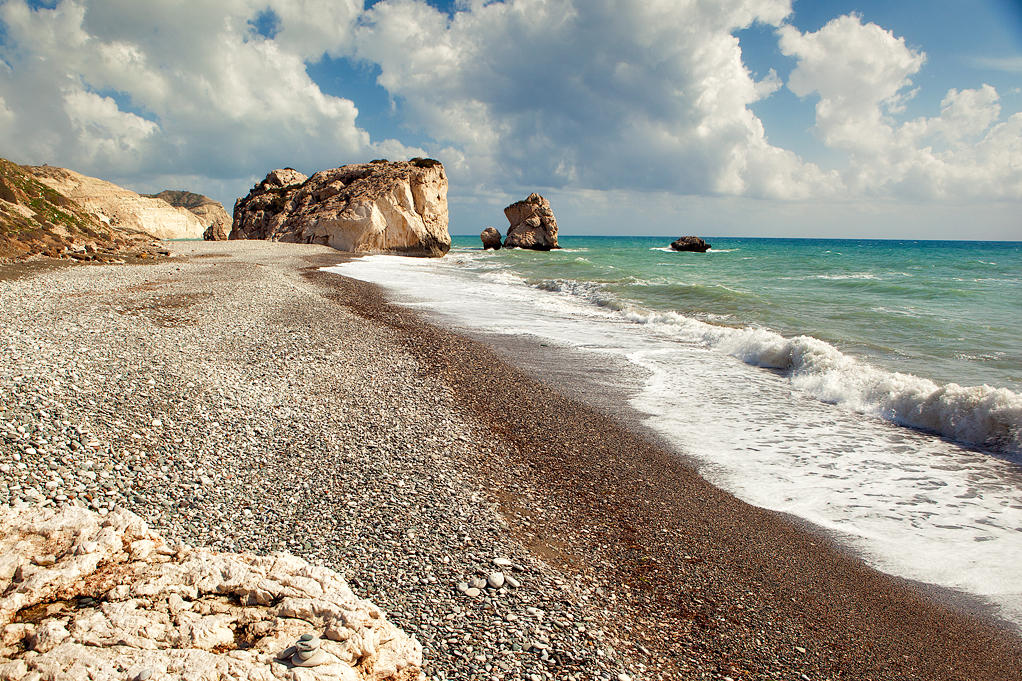
Petra tou Romiou ("Rocca dei Romani")

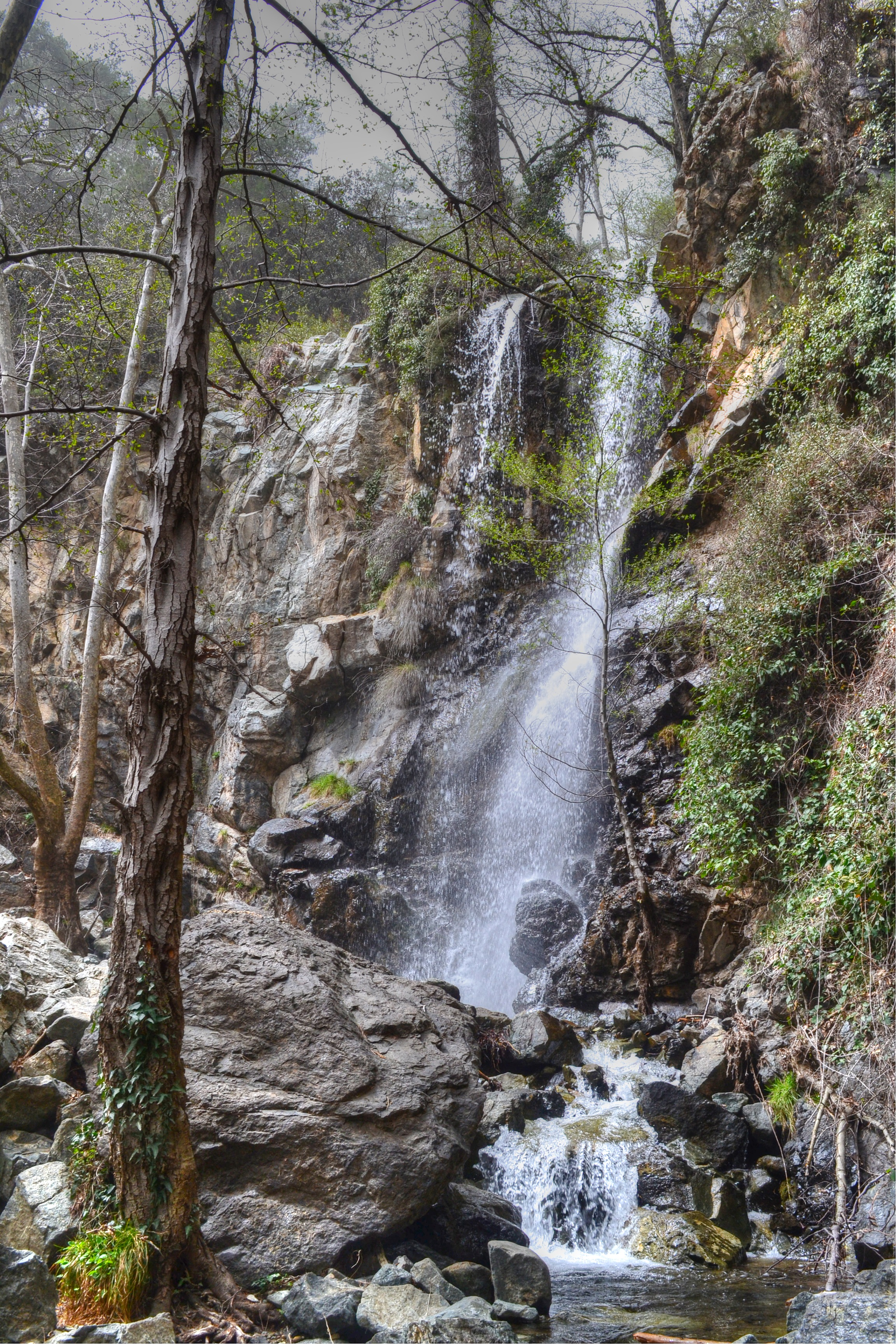
Le cascate di Kalidonia

Il clima dell'isola è di tipo mediterraneo-subtropicale, con estati calde e asciutte e inverni umidi ma temperati. Nella città di Nicosia il valore medio annuale della temperatura massima è pari a 25,9 °C, quello della temperatura minima raggiunge i 12,5 °C.
Annualmente sull'isola cadono 500 mm di pioggia prevalentemente durante l'inverno. Le zone dell'entroterra cipriota sono caratterizzate in estate dalla siccità e dal seccume della bassa vegetazione, che favorisce lo sviluppo di incendi. Spesso su Cipro spirano venti caldi provenienti dai deserti africani. Il clima temperato ha modellato il paesaggio rendendolo l'habitat ideale per alberi come l'ulivo. In inverno sulle vette dei Troodos cade la neve e si registrano temperature anche sotto gli 0 °C.

### Coltivazioni e allevamenti
Cipro è un'isola caratterizzata da coltivazioni tipicamente mediterranee. Il terreno messo a coltura è spesso secco e aspro, con caratteristiche comuni a molti suoli mediterranei, come quelli siciliani. Le colture più adatte a questi terreni sono l'ulivo, che rappresenta la principale risorsa agricola, i limoni, altre varietà di alberi da frutto resistenti al caldo secco dell'estate e la vite.
Vengono allevate quasi esclusivamente pecore, e alcune razze di capre.
Con il latte degli allevamenti ovi-caprini viene prodotto in tutta l'isola il formaggio Halloumi (hellim in turco).

## Società

### Etnie

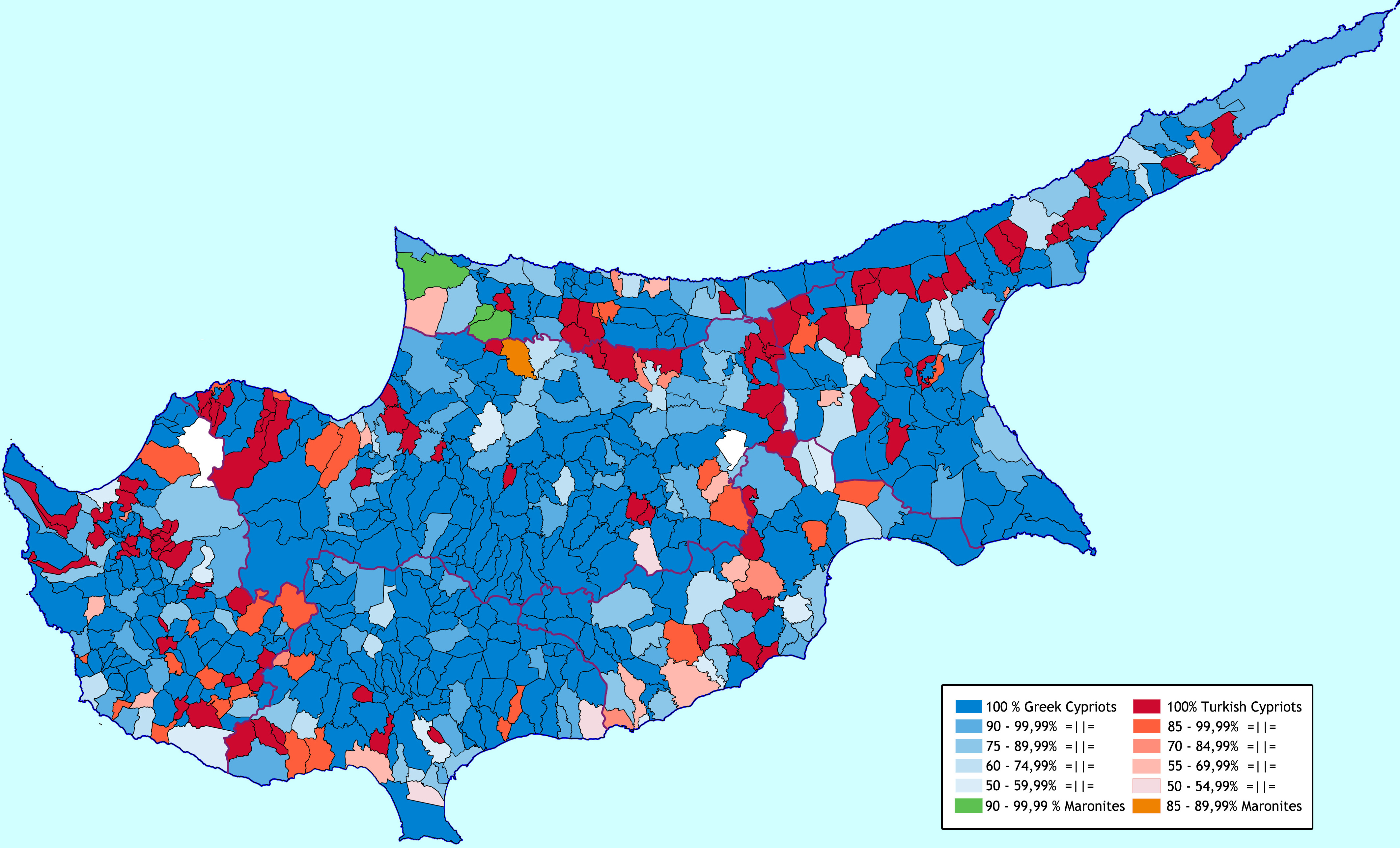
Distribuzione etnografica della popolazione cipriota nel 1960, l'anno dell'indipendenza. Nelle diverse tonalità del blu gli insediamenti a maggioranza greca, in quelle del rosso quelli a maggioranza turca, in verde e arancione quelli a maggioranza maronita.

Secondo l'ultimo censimento ufficiale eseguito nel 1960, subito dopo l'indipendenza dalla neonata Repubblica di Cipro, la popolazione dell'isola era costituita per il 78% da greci ciprioti, per il 18% da turchi ciprioti, mentre il restante 4% era costituito da altre etnie. La comunità greco-cipriota e quella turco-cipriota condividono molti costumi ma mantengono identità ben distinte, basate sulla religione, e profondi legami rispettivamente con la Grecia e la Turchia.
Mentre, precedentemente all'invasione militare turca del 1974, le due comunità vivevano disperse sull'intero territorio dell'isola, successivamente la demarcazione si è acuita, a causa di una separazione geografica della popolazione forzata dagli eventi bellici: nella parte sud, la popolazione di etnia greco-cipriota rappresenta il 95% di quella totale, mentre in quella nord l'etnia turco-cipriota rappresenta il 98%. Ciò è dovuto alla fuga e deportazione di oltre 200 000 greco-ciprioti dalla parte nord dell'isola verso l'area sud e il contemporaneo ricollocamento di 61 500 turchi ciprioti a nord. I beni dei greci ciprioti furono confiscati e i loro simboli religiosi in gran parte distrutti, mentre le proprietà della popolazione turcofona del sud dell'isola nella Repubblica di Cipro non sono state toccate. La guerra del 1974, ultimo di una serie di conflitti interreligiosi e interetnici, fu particolarmente sanguinosa e fece nascere numerose faide, familiari o di comunità, difficilmente risolvibili. Il potere politico turco decise di risolvere la questione una volta per tutte tramite una duplice e scambievole pulizia etnica.
Dopo l'invasione militare del 1974 da parte della Turchia, 150 000 turchi furono trasferiti dall'Anatolia o decisero di insediarsi nella parte settentrionale dell'isola. L'autoproclamata Repubblica Turca di Cipro Nord garantì loro il cambio di cittadinanza. Questo ha portato l'etnia turco-cipriota a rappresentare quasi il 30% della popolazione dell'isola. Questi dati sono però contestati sulla base del presupposto che la Repubblica Turca di Cipro Nord non è riconosciuta dall'ONU e dalla comunità internazionale (con eccezione della Turchia), così come non le è riconosciuto il diritto di creare nuovi cittadini che pertanto continuano a essere considerati cittadini turchi. Il risultato di questa situazione è che le stime sulla composizione etnografica della popolazione dell'isola sono imprecise.
Il diritto al rientro dei greci ciprioti espulsi o fuggiti dal nord e l'insediamento di coloni turchi anatolici sono i principali punti che rendono difficile la riunificazione delle due parti dell'isola. Nel referendum del 2004, infatti, il 75,83% dei greco-ciprioti ha detto no all'integrazione fra le due parti dell'isola, mentre la maggioranza dei turchi ciprioti ha votato a favore del Piano Annan.

### Lingue
Il neogreco è oggi parlato praticamente solo nel sud dell'isola (in particolare anche nella variante del dialetto cipriota), mentre nel nord è parlato quasi esclusivamente il turco. In realtà, tale divisione risale all'invasione militare turca di Cipro del 1974, in seguito alla quale i greco-ciprioti del nord vennero espulsi verso il sud e viceversa i turco-ciprioti del sud verso il nord.
Prima del 1974 il greco era parlato da circa l'82% della popolazione e, così come il turco, era ampiamente distribuito nell'intera isola. Attualmente, a causa della fuga dei greco-ciprioti verso sud e dei turco-ciprioti verso il nord nel 1974 e negli anni seguenti, il turco è la lingua principale della zona nord. In seguito al dominio britannico, anche la lingua inglese è ampiamente utilizzata.
La comunità maronita di Kormakiti, originata da uno stanziamento di cristiani maroniti nel XII secolo, parla l'arabo cipriota, nel dialetto di tipo siro-palestinese, oggi a rischio di estinzione.

### Religioni

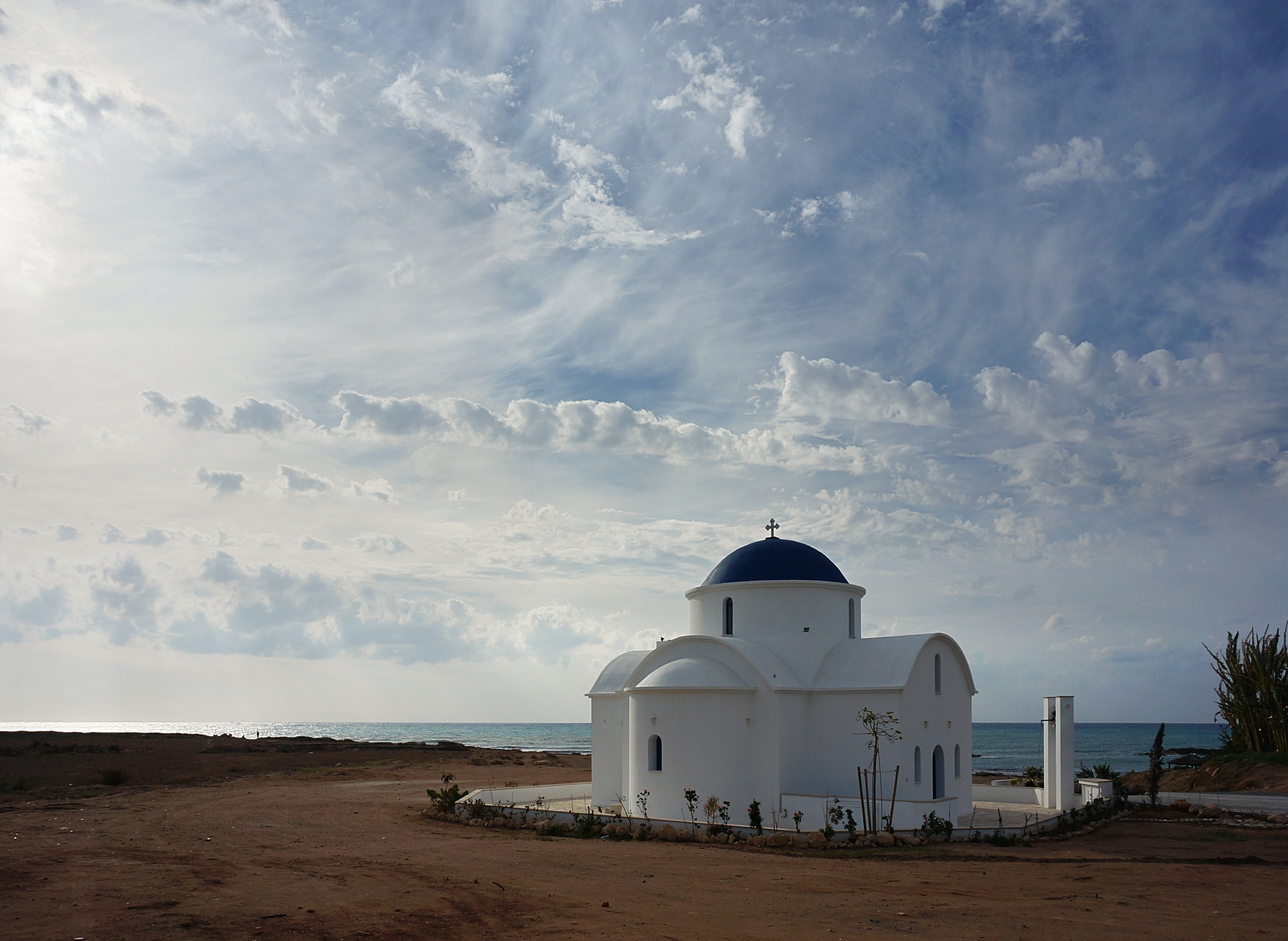
La chiesa ortodossa di San Nicola a Paphos

Oggi i greci di religione ortodossa rappresentano oltre l'80% della popolazione dell'isola. La seconda religione è quella musulmana, praticata nella zona turca da circa il 18% della popolazione totale. Sono inoltre presenti una minoranza armeno-gregoriana, una maronita (Arcieparchia di Cipro), oltre ai cattolici di rito latino che ammontano a circa 25 000 fedeli.

## Storia

### Preistoria
Il primo insediamento umano nell'isola è stato rinvenuto a Aetokremnos, situato nella costa sud, e indica la presenza di raccoglitori di cereali non-agricoltori (simile alla cultura natufiana), intorno al 10 000 a.C.
Nella prima metà del VII millennio a.C., a Cipro è già presente una fiorente e originale cultura neolitica, detta di Choirokoitia (dal nome della città dove è stato ritrovato il suo primo sito). Il villaggio, datato almeno attorno al 5 800 a.C., presenta abitazioni a pianta circolare e strade selciate. Data la sua rilevanza è stato dichiarato patrimonio dell'umanità dall'UNESCO. Il periodo neolitico culminò con il passaggio all'età del rame (calcolitico) iniziatosi con la colonizzazione proveniente dalla Palestina.
All'inizio dell'età del bronzo (2 500-2 000 a.C.) si rileva, particolarmente nell'area occidentale dell'isola, la penetrazione di elementi culturali dall'Asia Minore (periodo definito Antico Cipriota).
Durante il periodo definito Medio Cipriota (2 000-1 600 a.C.), a Cipro vengono scoperti importanti giacimenti di rame. A seguito dello sfruttamento di questi giacimenti, l'isola diventa un importante centro commerciale mediterraneo, da dove partono - in particolare verso Creta ed Egitto - sia il metallo pre-lavorato, sia prodotti finiti (utensili e armi). La rinnovata ricchezza viene testimoniata da una fiorente produzione artistica e artigianale.

### Storia antica

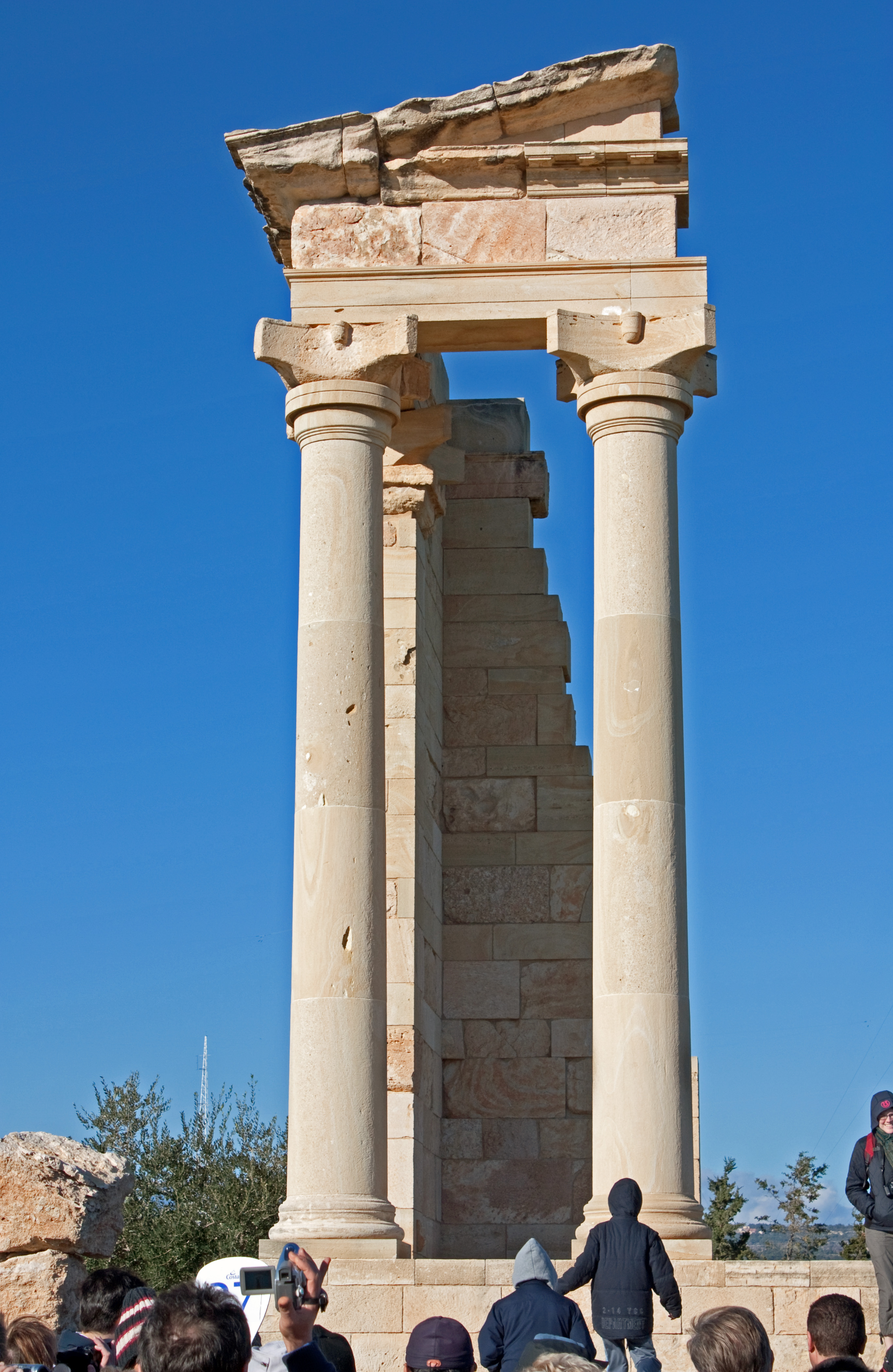
Santuario di Apollo Hylates, Kourion

Dal periodo definito Tardo Cipriota (1 600-1 050 a.C.), l'isola entra nella cerchia dei paesi satelliti dell'Impero Ittita. Poi, all'inizio del XV secolo a.C., dalla costa sud-orientale si riscontra una progressiva penetrazione di genti micenee. Si tratta perlopiù di mercanti e artigiani, portatori di una nuova cultura e più avanzate tecnologie. Questo comportò un forte progresso della cultura cipriota, testimoniato da un'evoluzione degli oggetti artistici, dalla realizzazione di imponenti fortezze, complessi palazzi e santuari. Per tutto questo periodo si consolidò la dominazione ittita.
La dominazione ittita dura fino al periodo generale di crisi delle culture mediterranee, che coincide con le invasioni dei cosiddetti Popoli del Mare (fine XIII-inizio XII secolo a.C.). L'impero ittita, la civiltà micenea, e altre culture antiche, scompaiono; si rileva una crisi del commercio nel Mediterraneo; in generale, declina l'età del bronzo.
L'arrivo di una grande ondata migratoria a Cipro (probabilmente di origine achea), porta a uno stravolgimento culturale: da quel momento cultura, lingua e religione sono sostanzialmente assimilabili a quella greca. Cipro occupa un ruolo importante nella mitologia greca, essendo il luogo di nascita di Afrodite e di Adone; inoltre, la casa del re Cinira, Teucro e Pigmalione.
Con l'inizio dell'età del ferro (I millennio a.C.), Cipro si riapre ai commerci e alle influenze culturali del Vicino Oriente, rendendosi permeabile anche dal punto di vista etnico. Dall'VIII secolo a.C., colonie fenicie furono fondate sulla costa meridionale di Cipro, vicino alle odierne Larnaca e Salamina. Queste ultime riusciranno a convivere e prosperare anche con i successivi dominatori dell'isola (Assiri, Egiziani e Persiani).
Cipro fu governata dall'Assiria per un secolo (a partire dal 708 a.C.), poi dominata dagli Egizi (per un breve periodo), infine, dal 545 a.C., dominata dai Persiani. Secondo Plinio il Vecchio, la parte occidentale fu abitata da una tribù proveniente dall'Illiria, i Taulanti, abili navigatori, che arrivarono nell'isola intorno al 650 a.C.
I Ciprioti, guidati da Onesilo, re di Salamina, si allearono con i Greci delle città ioniche, durante la rivolta del 499 a.C. contro l'Impero achemenide. La rivolta fu repressa, ma Cipro riuscì a mantenere un elevato grado di autonomia, e rimase orientata verso il mondo greco. Durante questo periodo, una figura importante fu Evagora I, re di Salamina, che rinsaldò il legame con il mondo ellenico e, malgrado non riuscisse a sottrarre Cipro dal controllo persiano, portò comunque grande prosperità alla sua città.
L'isola fu conquistata da Alessandro Magno nel 334 a.C., durante la campagna che sconfisse definitivamente l'Impero achemenide.
Dopo la morte di Alessandro e la divisione del suo impero tra i suoi successori, Cipro entrò a far parte dell'impero ellenistico dell'Egitto tolemaico. Fu durante questo periodo che l'isola è stata completamente ellenizzata.
Nel 58 a.C., avvenne la conquista di Cipro da parte della Repubblica romana e la sua cultura si amalgamò in quest'ultima.

### Tarda antichità
Quando nel 395 l'Impero romano venne diviso in due, Occidentale e Orientale, l'isola entrò a far parte dell'Impero romano d'Oriente, o Impero bizantino, e sarebbe rimasta parte di esso fino all'epoca delle crociate, 800 anni più tardi. Sotto il dominio bizantino, l'orientamento greco che era stato importante fin dall'antichità ha sviluppato il forte carattere ellenistico-cristiano che continua a essere un segno distintivo della comunità greco-cipriota. Nel 367 Salamina ebbe come vescovo metropolita Sant'Epifanio. A partire dal 649, Cipro aveva sofferto di devastanti incursioni lanciate dagli eserciti arabi del Levante, che continuarono per i successivi 300 anni.

### Medioevo
Il dominio bizantino fu restaurato nel 965, quando l'imperatore Niceforo II Foca ottenne vittorie decisive su terra e mare. Nel 1191, durante la terza crociata, Riccardo I d'Inghilterra conquistò l'isola contro Isacco Comneno di Cipro e la usò come base di rifornimento principale, dato che era relativamente al sicuro dai musulmani. Un anno dopo venne venduta ai Cavalieri templari, che, a seguito di una sanguinosa rivolta e a causa della loro insoddisfacente gestione, a loro volta dovettero venderla, su disposizione di re Riccardo I d'Inghilterra, a Guido di Lusignano, che la trasformò in regno. Suo fratello e successore di Amalrico fu riconosciuto come re di Cipro da Enrico VI di Svevia. Con la caduta di San Giovanni d'Acri anche i Cavalieri ospitalieri lasciarono la Terrasanta e cercarono rifugio a Cipro. Poco inclini a essere coinvolti nella politica del regno cipriota, e in disaccordo con il re di Cipro Enrico II, gli Ospitalieri nel 1309, dopo una campagna durata due anni, si trasferirono nell'isola di Rodi.
Nel trecento divenne tappa dei pellegrinaggi in Terra santa.

### Età moderna
Dopo la morte nel 1473 di Giacomo II, ultimo re Lusignano, la Repubblica di Venezia assunse il controllo dell'isola, mentre la vedova veneziana del defunto re, la regina Caterina Corner, vi esercitò formalmente il potere. Venezia annetté Cipro nel 1489, dopo l'abdicazione di Caterina. I Veneziani fortificarono Nicosia con la costruzione delle famose mura veneziane, usandola come un importante nodo commerciale.

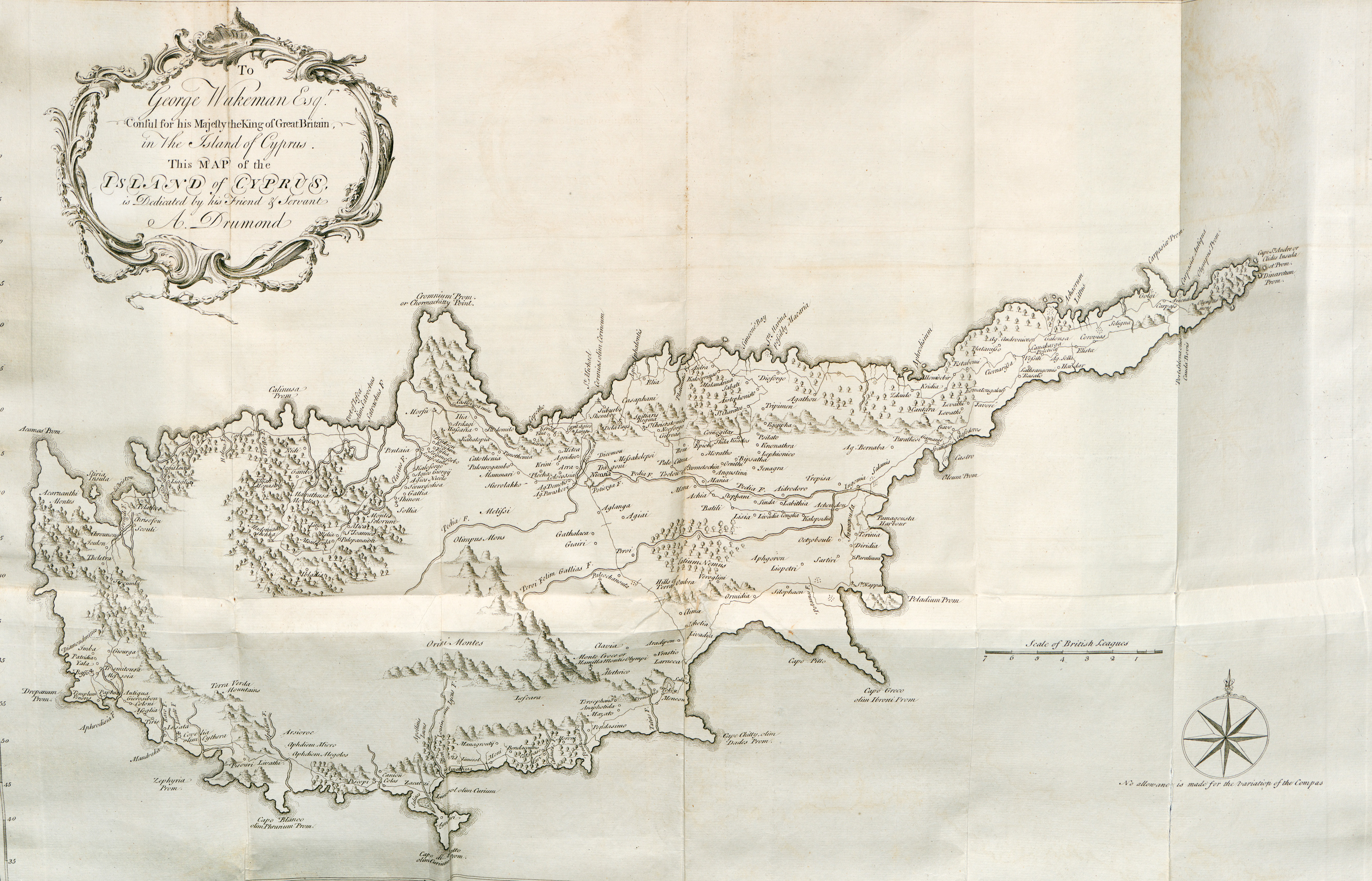
A. Drummond, Travels, 1754. Cipro.

Contro il dominio veneziano, l'Impero ottomano spesso fece incursioni nell'isola. Nel 1539 gli ottomani distrussero Limassol e quindi, temendo il peggio, i veneziani fortificarono anche Famagosta e Kyrenia. Durante i quasi quattro secoli di dominio latino, esistevano a Cipro due comunità distinte, una greca e l'altra levantina.
Nel 1571 Cipro venne assediata dagli Ottomani con una forza di 60 000 soldati e conquistata nonostante la resistenza dei difensori di Nicosia e di Famagosta. Il comandante veneziano Marcantonio Bragadin fu scuoiato vivo nonostante, durante la fase di trattative per la resa, avesse avuto la promessa di aver salva la vita.

### Età contemporanea

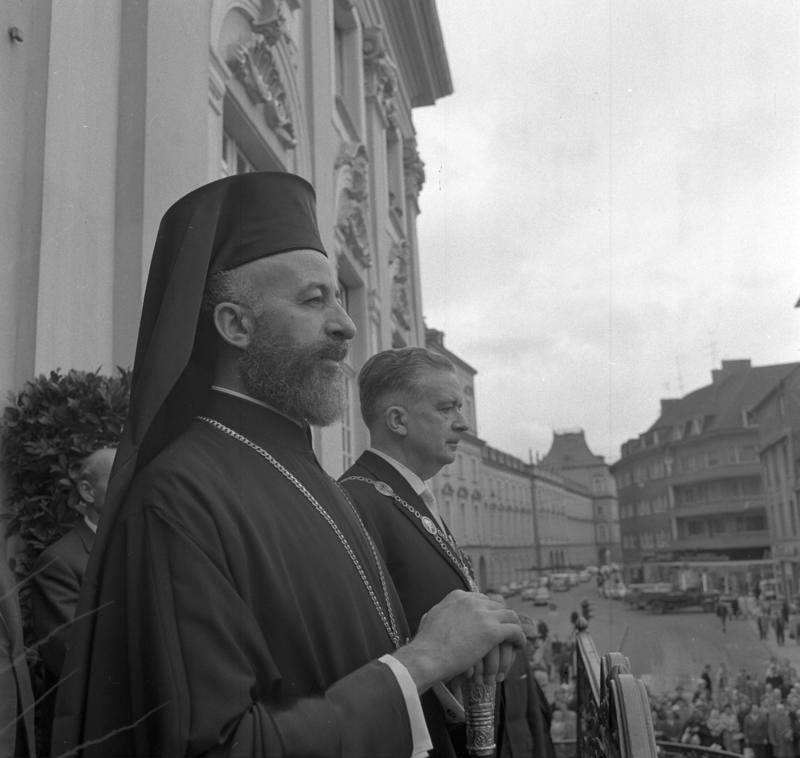
Il primo Presidente di Cipro, Makarios III

In seguito alla guerra russo-turca (1877-1878) e al Congresso di Berlino, Cipro fu affittata all'Impero britannico, che di fatto assunse la sua amministrazione nel 1878 (anche se, in termini di sovranità, rimase un territorio ottomano fino al 1914, insieme con l'Egitto e il Sudan) in cambio di garanzie che la Gran Bretagna avrebbe usato l'isola come base per proteggere l'impero ottomano contro un'eventuale aggressione russa. L'isola servì alla Gran Bretagna come fondamentale base militare nelle sue conquiste coloniali. Nel 1906, quando il porto di Famagosta fu completato, Cipro era un avamposto strategico navale che si affacciava sul Canale di Suez, la strada principale per l'India che era allora il possesso più importante d'oltremare della Gran Bretagna. A seguito dello scoppio della prima guerra mondiale e la decisione dell'Impero ottomano di aderire alla guerra a fianco degli Imperi centrali, l'impero britannico formalmente annetté Cipro, Egitto e Sudan il 5 novembre 1914.
Divenuta indipendente nel 1960, l'isola fu subito interessata da forti tensioni di carattere etnico fra la maggioranza greca, in un primo tempo favorevole alla riunione con il regno di Grecia ("Enosis") e la minoranza turca decisamente contraria, sino a che nel 1974 un colpo di Stato della maggioranza etnica greca sostenuto dalla giunta golpista di Atene fornì il pretesto alla Turchia d'intervenire militarmente a seguito del Trattato di Zurigo. Questo infatti permetteva ai tre paesi garanti dell'indipendenza cipriota (Regno Unito, Grecia e Turchia) il diritto di intervento congiuntamente o separatamente per ripristinare lo status quo ante nell'isola. La Turchia tuttavia, dopo una prima fase in cui si era limitata allo stabilimento di una testa di ponte vicino Kyrenia e all'occupazione di un corridoio sino a Nicosia, di fronte all'inconcludenza delle trattative svoltesi a Londra con il governo cipriota e nonostante la caduta della giunta golpista procedette successivamente all'occupazione illegale del 36% dell'isola, una percentuale assai più grande di quella della minoranza etnica turca dell'epoca. Nacque così la Repubblica Turca di Cipro del Nord, priva di riconoscimenti internazionali (salvo quello della Turchia) e di fatto strettamente legata ad Ankara.
In vista dell'adesione di Cipro all'Unione europea, nell'aprile del 2004 si è svolto un referendum, in cui i due gruppi etnici sono stati chiamati a pronunciarsi in merito alla riunificazione del paese, dopo la quale l'isola sarebbe entrata a far parte dell'Unione Europea.
L'esito del referendum ha avuto risultati opposti nelle due diverse comunità dell'isola: mentre tra i greco-ciprioti i favorevoli sono stati solo il 24,17%, tra i turco-ciprioti la maggioranza, il 64,90% si è dichiarata favorevole alla riunificazione. Di conseguenza, solo la parte greca dell'isola ha potuto aderire di fatto all'Unione europea, ma di diritto tutta l'isola è membro dell'Unione, anche la parte occupata. Dopo il fallimento di ulteriori trattative sulla riunificazione tenutesi a Crans-Montana in Svizzera sino al 2017, oggi il governo turco-cipriota e quello turco hanno abbandonato il progetto di un'isola unificata e perseguono la soluzione dei due stati.

### La crisi finanziaria
Durante il 2013 Cipro affronta una grave crisi finanziaria, che mette in ginocchio il sistema bancario locale. Una cattiva supervisione del settore aveva portato alcune banche ad assumere dimensioni sproporzionate rispetto alle proprie risorse: così facendo hanno perso solidità. Inoltre il governo cipriota non si curò di contenere l'esposizione degli istituti creditizi verso la Grecia e quando quest'ultima ha decurtato del 50% il valore dei propri titoli di stato, le banche dell'isola hanno subito ingenti perdite.
Si sono resi necessari per Cipro gli aiuti dell'Eurogruppo che il 16 marzo 2013 ha approvato un piano di salvataggio che prevede un prestito di 10 miliardi di euro, a condizione che il governo vari un aggiustamento fiscale di 5,8 miliardi.

## Ordinamento dello Stato

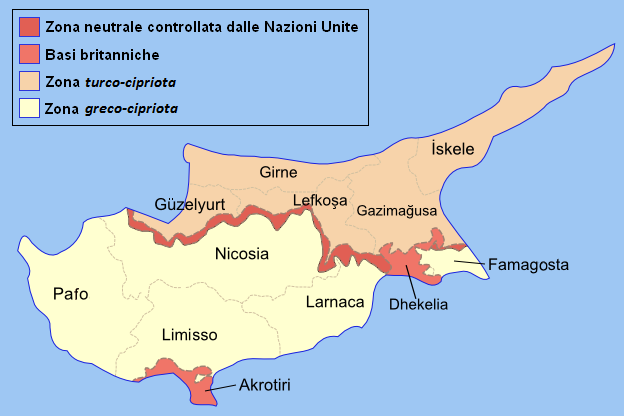
I distretti di Cipro

La Repubblica di Cipro è di tipo presidenziale; il presidente viene eletto a suffragio universale e resta in carica per cinque anni. Il Parlamento comprende 59 deputati, eletti ogni 5 anni a suffragio universale. La Costituzione di Cipro risale al 16 agosto 1960.

### Suddivisione amministrativa
Cipro è divisa in sei distretti:
- Distretto di Famagosta
- Distretto di Kyrenia
- Distretto di Larnaca
- Distretto di Limassol
- Distretto di Nicosia
- Distretto di Pafo

Nella carta le due aree rosa scuro sono le basi britanniche di Akrotiri e Dhekelia. La fascia rossa indica la zona neutrale controllata dalle Nazioni Unite, mentre il giallo mostra la zona in prevalenza greca e il rosa chiaro quella a prevalenza turca.

### Unione europea e Nazioni Unite

#### L'euro a Cipro

Moneta da € 1,00 cipriota

L'arrivo dell'euro a Cipro nel 2008 ha introdotto un cambiamento all'economia della nazione. La diffusione della moneta è avvenuta solo nella parte meridionale dell'isola. L'attuale moneta ha sostituito la vecchia valuta cioè la lira cipriota, conosciuta anche come lira-sterlina di Cipro. Anche per Cipro, come per ogni paese aderente all'euro, doveva essere scelto il disegno per le monete. Le monete euro cipriote sono state presentate in occasione di una mostra della Banca centrale di Cipro sulla storia del denaro nell'isola. Stranamente, rispetto a quanto concordato fortemente in precedenza, non fu più inserito il nome di Cipro in inglese. Si scelse di inserire, per le monete da 1, 2 e 5 centesimi, una coppia di mufloni, un animale un tempo molto diffuso nell'entroterra isolano, oggi quasi estinto. Per le monete da 10, 20 e 50 centesimi si decise di coniare un disegno raffigurante la nave di Kyrenia. E infine per le monete di 1 euro e 2 euro si scelse l'idolo di Pomos, un personaggio della mitologia cipriota legato alla fertilità e all'abbondanza.
L'euro è accettato anche nel territorio di Cipro del Nord. Tuttavia questa parte dell'isola adotta la lira turca come valuta principale, visti i rapporti commerciali con la Turchia.

#### Le targhe automobilistiche UE e ONU

La nuova targa automobilistica cipriota

Le targhe automobilistiche di Cipro sono composte da due o tre lettere seguite da due o tre numeri (ad esempio AB 12 oppure AB 123, ABC 12 oppure ABC 123). I caratteri sono neri e lo sfondo è bianco per la targa anteriore e giallo o bianco per quella posteriore. Attualmente, i materiali utilizzati per la realizzazione sono la plastica e il metallo. La stessa targa è usata sui motocarri, sui TIR, e su altri tipi di veicoli di uso non civile. Per i taxi e gli autobus di linea si usava la stessa numerazione, con una T all'inizio prima delle tre lettere, per distinguere, appunto, i veicoli a uso privato da quelli a uso pubblico. Le auto a noleggio, invece, hanno le targhe rosse e la numerazione cominciava sempre con Z e poi le tre lettere, seguite dai tre numeri. Ciò serve a far capire che chi guida quel veicolo può non essere cipriota e quindi potrebbe avere dei problemi con la guida a sinistra della strada e con il volante a destra.

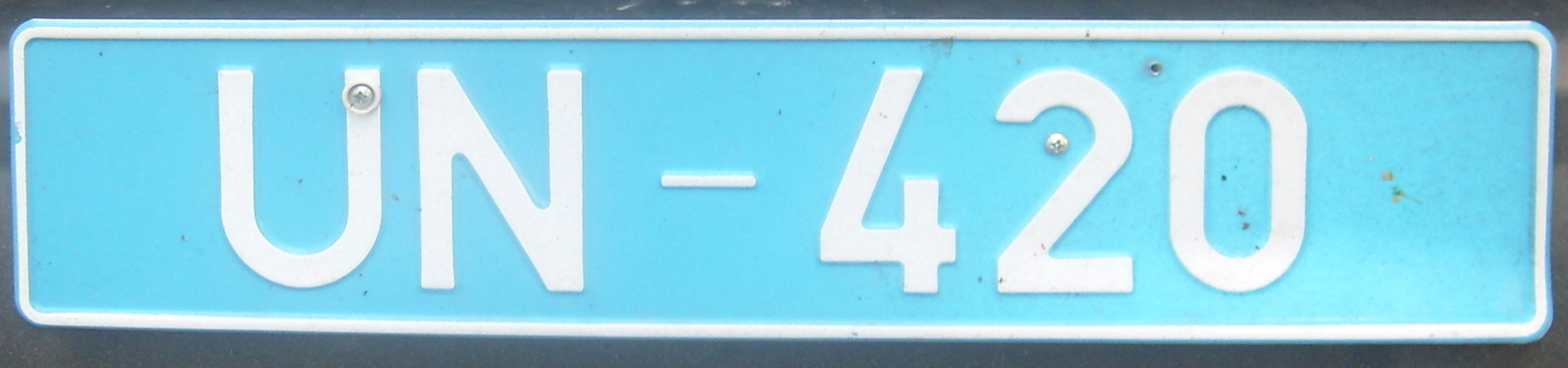
La targa automobilistica nella linea ONU

Per i residenti nella fascia "verde", che divide in due l'isola ed è controllata dall'ONU, le targhe delle auto e degli altri veicoli non sono quelle dell'Unione europea: sono invece state assegnate quelle d'ordinanza dell'ONU. Le cose non cambieranno finché la questione della divisione dell'isola tra lo Stato cipriota e l'area controllata dai turchi non verrà risolta. La targa porta il tipico colore celeste delle Nazioni Unite, con una serie di numeri.

## Forze armate
Anche le forze armate, polizia, esercito, e guardie nazionali sono divise tra quelle cipriote, e quelle della minoranza turca. Le forze armate turche sono direttamente controllate e finanziate dalla Turchia, per garantire la sopravvivenza dell'area turca dell'isola.
Il servizio militare è aperto solo per gli uomini, diviene obbligatorio all'età di 18 anni. Ogni anno le spese militari della Repubblica di Cipro si aggirano intorno ai 320 milioni di $ pari al 5% del PIL. I corpi principali di Stato sono tre:
- Guardia Nazionale greco-cipriota; è il principale corpo nazionale e quello che conta più arruolati. Include l'aeronautica e la marina militare, più qualche base per il servizio guardacostiero.
- La polizia di Stato greco-cipriota. Può essere considerata come il "corpo di bandiera", possiede i mezzi che stazionano in città per il pubblico servizio.
- Reggimento ellenico delle forze di Cipro è il secondario corpo d'esercito, organizzato per la lotta per la pace e l'unità dell'isola.

### Cipro del Nord
Le organizzazioni di forze armate salirebbero a quattro se considerate anche le "Unità terrestri" dell'esercito turco, manovrate dalla Turchia, che raggiungono le 40 000 unità, dunque una delle prime per numero di arruolati.

## Bandiera e inno nazionale

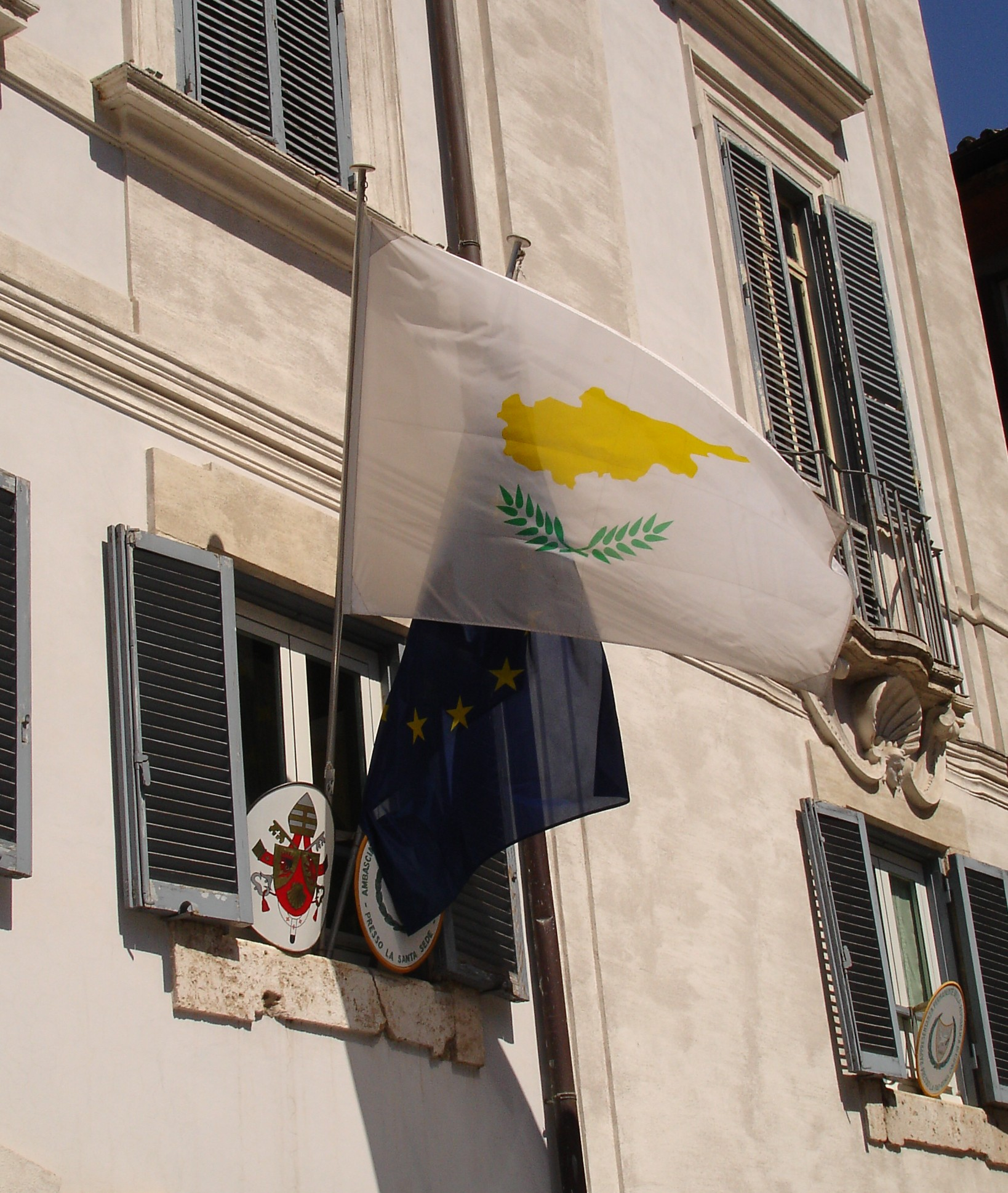
La bandiera di Cipro nell'ambasciata in Vaticano

L'attuale bandiera cipriota venne adottata il 17 agosto 1960, dopo la liberazione del sud. La bandiera è bianca e mostra al centro la sagoma dell'isola di Cipro color rame, il quale è una delle risorse economiche principali grazie ai numerosi giacimenti presenti nel territorio, con due ramoscelli d'ulivo sotto di essa. È l'unica bandiera nazionale al mondo, assieme al Kosovo, a riportare la sagoma e i confini dello Stato. Prima v'era un altro vessillo con queste caratteristiche, il Pakistan orientale, attuale Bangladesh. La bandiera di Cipro fu scelta dal presidente Makarios III fra tante proposte che sembravano le più neutrali e portatrici di speranza di pace: il bianco simbolo di pace e l'assenza dei colori delle bandiere greca e turca pesarono probabilmente sulla scelta. Per una volta si ebbe l'idea di un'isola libera da qualsiasi dominazione estranea. Questa bandiera, tuttavia, è sentita più che altro dai ciprioti del sud, quelli di origine greca, mentre ha poco seguito nella zona turca, dove ne venne adottata una propria. La bandiera cipriota viene usata anche come bandiera di comodo.
L'inno nazionale cipriota, in greco Ύμνος εις την Ελευθερίαν cioè "Inno alla Libertà", è un poema scritto nel 1824, dal poeta greco Dionysios Solomos, considerato poeta nazionale dei greci. Fu cantato per la prima volta a seguito dell'indipendenza dal Regno Unito. L'inno segue la stessa melodia, e lo stesso testo, di quello della Grecia, per intendere il legame fra i due popoli. Anche in questo caso l'inno non è sentito come proprio dalla minoranza turca a nord.

## Politica
La Costituzione di Cipro è stata promulgata il 16 agosto 1960 ed è la legge fondamentale dello Stato. Cipro è una repubblica presidenziale parlamentare dove il potere esecutivo è affidato ad un governo presieduto dal Presidente della Repubblica, che è inoltre capo di Stato. Il potere legislativo è esercito dalla Camera dei rappresentanti, che è un parlamento monocamerale eletto ogni cinque anni dal popolo cipriota. Dal 1974 le istituzioni della repubblica esercitano la loro autorità solo sulla zona greca.
Nel 2023 è stato eletto presidente Nikos Christodoulidīs.

### Governo
| Carica                                                            | Nome                   | Partito     |
| ----------------------------------------------------------------- | ---------------------- | ----------- |
| Presidente della Repubblica                                       | Nikos Christodoulidīs  | Ind.        |
| Ministro degli affari esteri                                      | Kōnstantinos Kompos    | Ind.        |
| Ministro dell'interno                                             | Kōnstantinos Iōannou   | DISY        |
| Ministro delle finanze                                            | Makīs Keraunos         | DIKO        |
| Ministro della difesa                                             | Michalīs Giōrgallas    | Solidarietà |
| Ministro dell'istruzione, dello sport e della gioventù            | Athīna Michaīlidou     | Ind.        |
| Ministro dei trasporti, delle comunicazioni e dei lavori pubblici | Alexīs Vafeiadīs       | DISY        |
| Ministro dell'energia, del commercio e dell'industria             | Giōrgios Papanastasiou | Ind.        |
| Ministro dell'agricoltura, dello sviluppo rurale e dell'ambiente  | Petros Xenofōntos      | Ind.        |
| Ministro del lavoro e della sicurezza sociale                     | Giannīs Panagiōtou     | DIKO        |
| Ministro della giustizia e dell'ordine pubblico                   | Anna Koukidī-Prokopiou | DIKO        |
| Ministro della salute                                             | Popī Kanarī            | Ind.        |

## Istruzione

### Università
L'Università di Cipro (statale) venne istituita nel 1989. L'Università di Nicosia (privata), istituita nel 1980, è la più grande del paese.

## Cultura

### Arte
Grazie alla sua particolare posizione, Cipro ha raccolto elementi culturali provenienti dalla Mesopotamia, dall'Egitto, dalla Fenicia, dalla Grecia e da Roma.
La storia dell'arte cipriota si può suddividere in varie fasi: nella più antica, databile dal 4 000 a.C. al 3 500 a.C. sono stati rintracciati utensili litici e tracce di templi; la fase seguente, dal 3 500 a.C. al 3 000 a.C. ha portato alla luce prodotti ceramici, vasi dipinti con decorazioni geometriche e utensili di pietra; la scoperta delle risorse minerarie, come il rame è avvenuta dal 3 000 a.C. al 2 400 a.C., ma questo periodo è passato alla storia per la trasformazione dell'isola nel grande emporio per il Mediterraneo e anche per la maggiore complessità delle pratiche, delle costruzioni funerarie, delle statuette sacre.
Dopo l'età del bronzo (II millennio), durante la quale l'isola raggiunse il suo periodo di maggiore floridezza, grazie alla miniere di rame e al legname utilizzato per la costruzione di navi, e testimoniato dalla fortezza di Nitovikla (vicino Galinoporni), dalle mura enormi, si è assistito, dal VII secolo a.C. circa, al periodo di inizio dello splendore per la scultura ben rappresentato dalle statuette in terracotta, per l'architettura con la costruzione di mirabili fortezze e palazzi, come quello di Vuni.

### Patrimoni dell'umanità
Alcuni siti di Cipro sono stati inseriti nella Lista dei patrimoni dell'umanità dell'UNESCO.

### Letteratura
Per una letteratura cipriota autonoma bisogna risalire al XIX secolo con la forma poetica di stampo storico ed epico di Vasilis Michaelides (1849-1917), il poeta nazionale di Cipro. Nel XXI secolo si afferma la figura di Myrtō Azina Chronidī, la prima scrittrice cipriota a vincere il Premio letterario dell'Unione europea, nel 2010, con la raccolta di racconti To Peirama.

### Filosofia

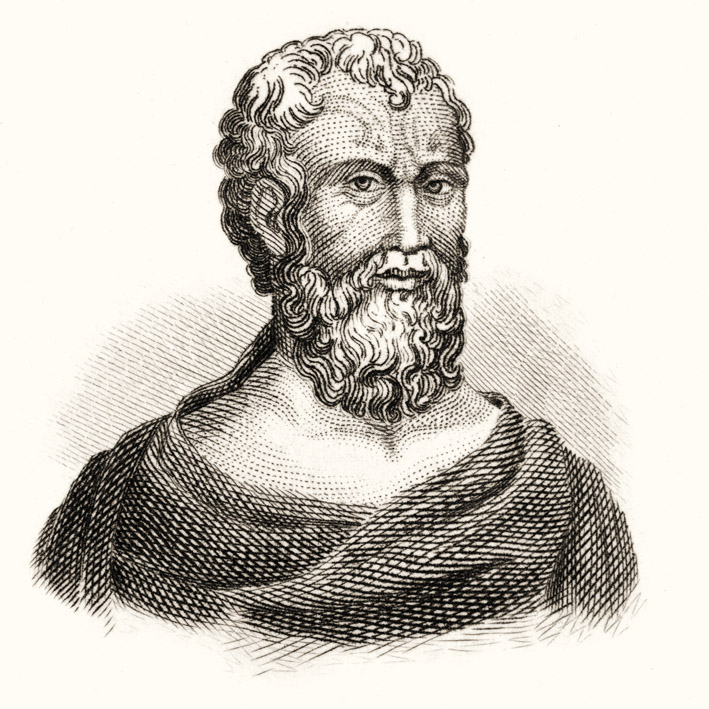
Zenone di Cizio, fondatore dello stoicismo.

Tra le varie personalità greco-cipriote che si sono distinte in ambito filosofico possiamo ricordare Zenone di Cizio, nativo proprio di Cipro e fondatore dello stoicismo.

### Musica
La musica cipriota, almeno quella tradizionale, risulta simile alla musica tradizionale greca. Tra gli artisti affermatisi possiamo ricordare il gruppo musicale dei Monsieur Doumani. che hanno ottenuto vari riconoscimenti, e Kōnstantinos Christoforou.

### Cinema
Nel XX secolo si è distinto, in particolare, il regista cipriota naturalizzato greco Michael Cacoyannis, che ha avuto diversi riconoscimenti e premi internazionali e che ha diretto importanti film quali Zorba il greco (1964) e, riguardo a Cipro, ha prodotto un interessante film documentario del 1974 dal titolo Attilas '74, che tratta, attraverso svariate analisi, l'invasione turca di Cipro, avvenuta nel 1974.

### Cipro nello spazio
- 13 maggio 2003: viene lanciato Hellas-Sat 2, primo satellite di Cipro (realizzato congiuntamente con la Grecia).[17]

### Gastronomia
Tra i piatti tradizionali ciprioti vi è la tsamarella, a base di carne di capra.
Per quanto concerne i distillati caratteristici si ricorda lo zivania, la grappa cipriota.
Un tipico vino dolce di Cipro è il Commandaria, considerato il più antico vino al mondo ancora in produzione e che risalirebbe al 2000 a.C. circa.

## Economia

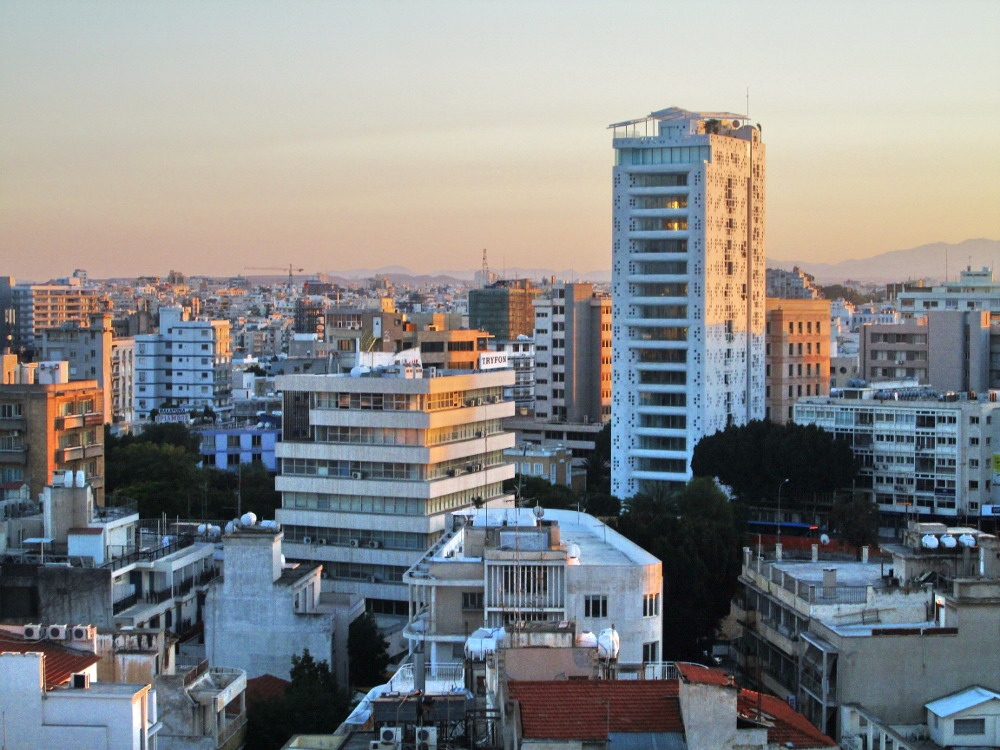
Nicosia è il principale centro economico, finanziario, commerciale e culturale di Cipro.

Un tempo sorretta dall'agricoltura, l'economia dell'isola è oggi orientata verso i servizi, turismo e banche; negli anni successivi alla dissoluzione dell'Unione Sovietica l'isola è diventata un hub per gli investimenti dall'Occidente verso la Russia e l'Europa orientale, diventando per le aziende di quei paesi un paradiso fiscale. Più recentemente, ci sono stati crescenti flussi di investimenti dall'Occidente attraverso Cipro verso l'Asia, in particolare Cina e India, Sud America e Medio Oriente. Inoltre, le imprese al di fuori dell'UE utilizzano Cipro come punto di ingresso per gli investimenti in Europa. Il settore dei servizi alle imprese rimane il settore in più rapida crescita e ha superato tutti gli altri settori in importanza. Importante è anche il turismo, con oltre 2 milioni di arrivi turistici all'anno, Cipro è la 40° destinazione più popolare al mondo. Cipro è diventata membro a pieno titolo dell'Organizzazione mondiale del turismo quando è stata creata nel 1975. Secondo il Travel and Tourism Competitiveness Index 2013 del World Economic Forum, l'industria del turismo di Cipro si colloca al 29º posto nel mondo in termini di competitività complessiva. In termini di infrastrutture turistiche, in relazione all'industria del turismo, Cipro è al primo posto nel mondo. L'Organizzazione del turismo di Cipro ha lo status di organizzazione semi-governativa incaricata di supervisionare le pratiche del settore e promuovere l'isola in tutto il mondo.
Altri dati:
PIL (PPA)23 358 milioni di dollari (2012).
Cipro del Nord: 1 217 milioni di dollari.
Struttura del PILAgricoltura 4,3%; industria e costruzioni 20,1%; servizi 75,6%.
Crescita del PIL in termini reali2%.
PIL pro capite (PPA)26 794 dollari.
Cipro del : 1,6%.
Cipro del Nord: 2,6%.
Inflazione4%.
Cipro del Nord: 12,6%.
Tasso di disoccupazione4,4% (2004).
Il Paese adotta l'euro dal 1º gennaio 2008.
Proprio in ambito economico è da ricordare che nel 2010 Christopher Pissarides venne insignito del Premio Nobel per l'economia.

## Città principali

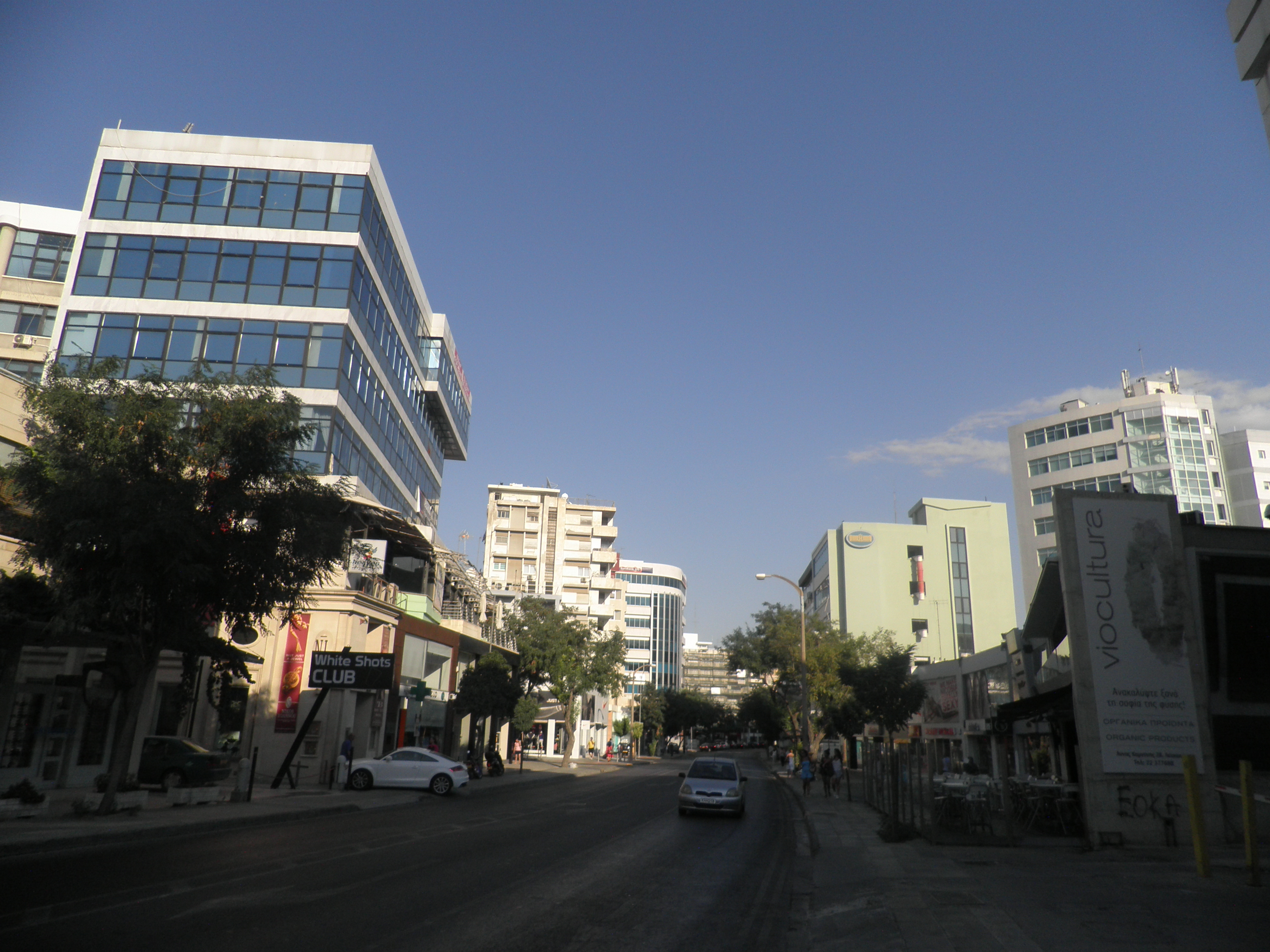
Viale Makariou a Nicosia

La capitale della Repubblica di Cipro, Nicosia, è anche la città più importante. Essendo situata al confine tra le due zone etniche nazionali, è anch'essa divisa in due aree, quella di prevalenza greca a sud, e quella di prevalenza turca a nord. La capitale è anche il principale centro economico, in cui hanno sede le più grandi aziende dell'isola, la banca nazionale cipriota e qualche industria di media rilevanza. Vi si trovano, inoltre, edifici culturali come il museo nazionale e il teatro. A differenza di tutte le altre grandi città, Nicosia sorge nell'entroterra, nella piana della Messaria, molto distante dalle coste.
Altre città di particolare rilevanza sono: Limassol, seconda città per popolazione dopo la capitale. È il principale porto della costa meridionale e centro di alto interesse turistico-balneare. Pafo, antica città portuale all'estremità occidentale di Cipro, nel ventunesimo secolo denominata Kouklia, era nota per la presenza di un santuario dedicato ad Afrodite; è stata dichiarata patrimonio dell'umanità. Occorre, infine, menzionare Larnaca, città della costa sud-orientale, nei cui pressi sorge il principale aeroporto di Cipro; il secondo aeroporto si trova a Pafo.

## Demografia

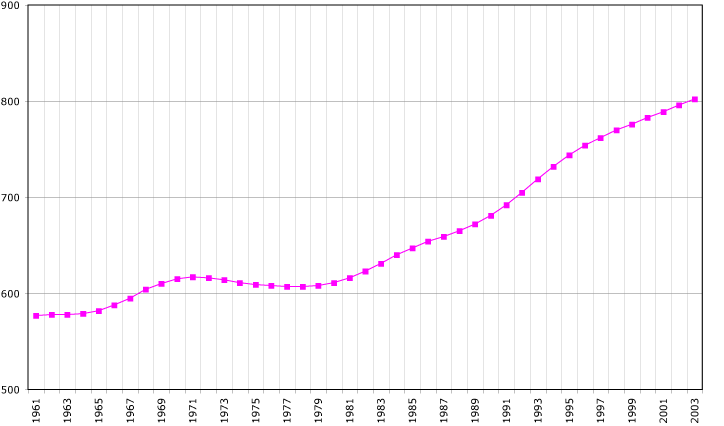
Demografia

La popolazione ammonta complessivamente a 970 000 abitanti e la densità è di circa 105 ab./km². Lingue ufficiali sono il greco e il turco.
Alcuni dati:
- Tasso di crescita della popolazione: 1,36% (nel 2003)
- Tasso di natalità: 13,08‰ (nel 2001)
- Tasso di mortalità: 7,65‰ (nel 2001)
- Tasso di mortalità infantile: 7,89‰ (nel 2001)
- Tasso di fecondità: 1,9 bambini/donna (nel 2001)
- Tasso di migrazione: 0,44‰ (nel 2001)
- Densità: 105 abitanti/km²
- Speranza di vita: 76,1 anni (uomini); 80 anni (donne)

## Trasporti

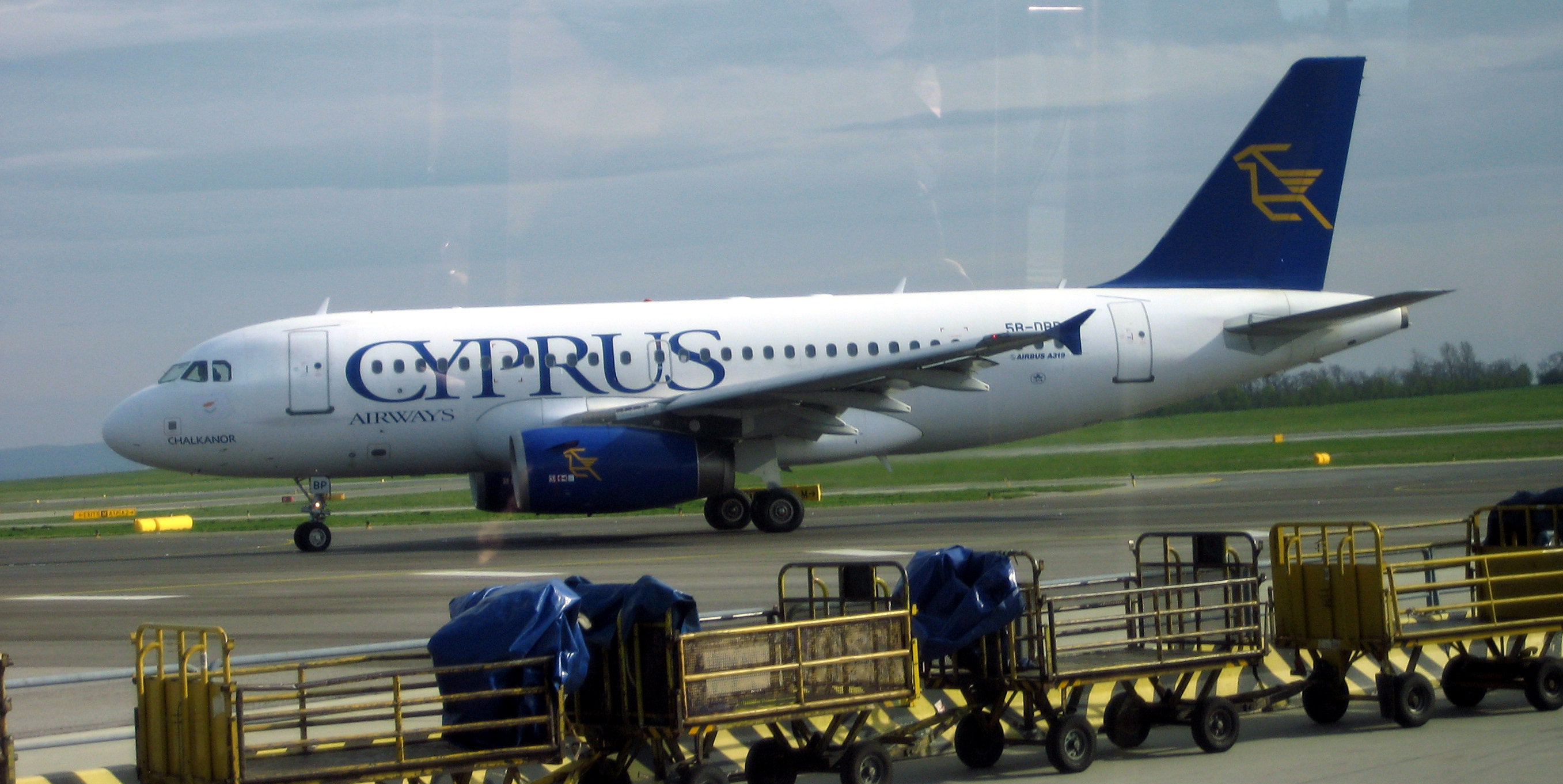
Un A319 della Cyprus Airways

Cipro è collegata al resto del mondo principalmente per via aerea. L'isola dispone di più scali aeroportuali: il maggiore per traffico e dimensioni è l'Aeroporto Internazionale di Larnaca; lo scalo della capitale Nicosia è invece interdetto al volo civile e utilizzato come scalo militare dal contingente ONU; vi è infine l'Aeroporto Internazionale di Pafo. L'aeroporto internazionale di Cipro del Nord è Ercan, ma non essendo riconosciuto come scalo internazionale viene utilizzato solo dalle linee di bandiera turche.
Cipro aveva una compagnia aerea di bandiera, la Cyprus Airways. La compagnia aveva sede a Nicosia ed era controllata dal Governo di Cipro. La flotta comprendeva alcuni Airbus per gli spostamenti internazionali, precisamente due A319, sette A320, due A321. Le destinazioni totali della compagnia erano 29. Nel gennaio del 2015 la compagnia è fallita e ora il traffico aereo è garantito principalmente dalla compagnia Aegean Airlines.

### Porti
Per la sua posizione al centro del bacino Mediterraneo orientale il trasporto marittimo è essenziale per Cipro. Il turismo è principalmente diffuso in forma marittima, e sono infatti tante le grandi navi passeggeri a far sosta sulle coste dell'isola. I principali porti commerciali sono: Famagosta, Kyrenia, Larnaca, Limassol, Pafo e Vassiliko.
La flotta mercantile ammonta a un totale di 1 414 navi.

### Treni
Cipro non ha una rete ferroviaria. Fino al 1951 esisteva una linea ferroviaria a scartamento ridotto e alcune ferrovie minerarie di collegamento alle aree portuali per trasporto delle merci e dei minerali.

### Rete viaria
La circolazione è a sinistra. Cipro possiede una rete stradale lunga complessivamente 19525 km, in buona parte asfaltata, che collega le principali città di Cipro. L'unica autostrada a quattro corsie senza pedaggio collega Nicosia a Larnaca, Limassol e Pafo. La cartellonistica autostradale è di colore verde anche nelle semiautostrade. Le segnaletiche sono scritte in greco, e nelle zone controllate dall'ONU in inglese. Le reti autostradali di Cipro Turca del Nord hanno cartelli bianchi con scritte in turco. La velocità massima consentita è di 100 km/h, e di 80 km/h per i mezzi con rimorchio.

## Turismo e Patrimoni Unesco
Il turismo marino e quello archeologico si sono molto sviluppati negli ultimi trenta anni. Le coste del sud dell'isola rappresentano gli ambienti simbolici del mar Mediterraneo e del suo clima. Sono tante le crociere che scelgono Cipro come punto di sosta. Anche il paesaggio dell'entroterra (nonostante sia un po' isolato) affascina i visitatori, specialmente durante l'estate.
Cipro possiede inoltre delle grandi fonti di turismo protette dall'UNESCO come Patrimoni dell'umanità. In totale i siti tutelati sono tre:
- Choirokoitia. Il sito è in buona conservazione; era un insieme urbanistico risalente al Neolitico, è un raro esempio di costruzioni per l'uomo di quel tempo. Infatti a differenza degli altri siti neolitici Choirokoitia, si presenta con delle costruzioni di massiccia e studiata lavorazione. La città (primato per quel tempo) era fortificata da imponenti bastioni e i suoi abitanti che vivevano di allevamento di pecore erano protetti da una cinta muraria.
- Chiese dipinte di Cipro. Si tratta di dieci edifici (nove chiese e un monastero) costruiti in epoca bizantina, tra l'XI e il XVI secolo, e disseminati nella catena montuosa dei Monti Troodos, che occupa gran parte della superficie dell'isola ed è la principale. Fra le vette delle montagne, vennero erette nel corso dei secoli alcune chiese e monasteri, quasi tutti decorati con affreschi che ben rappresentano l'evoluzione pittorica nella cultura di Cipro. Le chiese hanno un tipico tetto spiovente con tegole.
- Pafo (nome originale Pafos), antica città portuale all'estremità occidentale di Cipro, modernamente Kouklia, era nota per la presenza di un santuario dedicato ad Afrodite, divinità nata lì, secondo gli antichi. Una storia intrecciata con quella dell'Impero romano ha regalato imponenti palazzi a Pafo in cui sono ancora ben conservati mosaici raffiguranti eventi della mitologia, o della storia.

Nel 2025 in località frangisa, è stato riportato alla luce un complesso sacro dedicato al dio Apollo risalente al settimo secolo avanti Cristo. La presenza di amuleti in ceramica smaltata e perline di vetro marmorizzato ha rivelato antichi contatti con la civiltà egizia.

### Commercio estero
Esportazioni0,43 miliardi di euro (2000).
Importazioni3,41 miliardi di euro (2000).
Settori/prodotti principaliTurismo, industria (lavorazione dei metalli, prodotti chimici), legname, alimenti e bevande, tessuti, abbigliamento, calzature, agricoltura (patate, agrumi, ortaggi, orzo, uva, olive).
Principali partner commercialiRegno Unito, Grecia, Germania, Francia, Italia, Russia, Emirati Arabi Uniti, Corea del Sud, Giappone;
Cipro del Nord: Turchia, Regno Unito.

## Sport
Diversi sportivi ciprioti si sono affermati in varie discipline. Tra questi possiamo ricordare nell'atletica leggera Kyriakos Iōannou, vincitore di una medaglia d'argento e una di bronzo ai Mondiali, nella vela Pavlos Kontidīs, campione del mondo nella classe laser ai Mondiali di Spalato 2017, nel tennis Marcos Baghdatis il quale raggiunse l'ottava posizione nella classifica mondiale. Prima medaglia di Cipro ai Giochi olimpici è la medaglia d'argento nella vela vinta da Pavlos Kontidīs. Karolina Pelendritou  vinse invece la prima medaglia d'oro per Cipro (nel nuoto), ai XII Giochi paralimpici estivi-Atene 2004. La Nazionale di calcio di Cipro ha come suo attuale capocannoniere Michalīs Kōnstantinou, con 32 reti.

## Tradizioni

### Folclore
Oltre ad appartenere al folclore greco riguardano anche il folclore cipriota i Kallikantzaroi, creature mostruose tipiche, in particolare, del folclore natalizio.

### Festività nazionali
| Data       | Nome                              | Significato                                                                                     |
| ---------- | --------------------------------- | ----------------------------------------------------------------------------------------------- |
| 1º aprile  | Festa Nazionale di Cipro          | Commemorazione dell'inizio dell'insurrezione contro gli inglesi, nel 1955; lotta per la libertà |
| variabile  | Pasqua greco-ortodossa            | Celebrazione della Pasqua                                                                       |
| 1º ottobre | Giorno dell'indipendenza di Cipro | Celebrazione dell'indipendenza di Cipro dal Regno Unito, nel 1960                               |

Elenco altre festività:
- 1º gennaio - Capodanno.
- Il Lunedì Verde (50 giorni prima della Pasqua greco-ortodossa).
- 25 marzo - Giorno greco dell'Indipendenza.
- 1º aprile - Giorno del cittadino di Cipro.
- Il venerdì che precede la Pasqua cristiana - Venerdì santo.
- 1º maggio - Festa del lavoro.
- 16 giugno - Spirito Santo.
- La domenica (50 giorni dopo della Pasqua greco-ortodossa) - Pentecoste.
- 28 ottobre - Giorno Nazionale Greco.
- 25 dicembre - Natale.
- 26 dicembre - Giorno di Santo Stefano